# Georges Flandre
Georges Flandre, alias Montcalm, né le 24 décembre 1899 à Paris 5e, mort le 13 juin 1944 à La Roque-d'Anthéron (Bouches-du-Rhône), est un officier de l'Armée du salut et un résistant français du mouvement Combat.

## Biographie
Lors de la Première Guerre mondiale, d'avril 1918 à octobre 1918, il est incorporé 104e régiment d'artillerie lourde (RAL), puis au 121e RAL jusqu'en mars 1919.
Issue d'une éducation chrétienne, la guerre effondre sa jeune foi, mais Georges Flandre garde un idéal de service pour ceux qui souffrent.
Admirateur de Jean Jaurès, il devient militant d'un parti ouvrier et travaille comme employé de magasin à Paris.
Par l'intermédiaire d'un ami, il entre en contact avec l'Armée du salut.

« Dès les premières réunions salutistes, je fus mis en face non seulement du péché de l'humanité, mais de mon propre péché. Je compris alors que pour travailler au relèvement des autres, il fallait qui je sois moi-même délivré, purifié et transformé. Par la foi, j'acceptais le salut qui m'était offert en Jésus-Christ. »

— Georges Flandre, février 1927.
Il se convertit et s'engage comme soldat de l'Armée du salut.

### Officier de l'Armée du salut
Il entre à l'école de formation des officiers en octobre 1925 et sort au grade de cadet-lieutenant en juin 1926.
Il se marie avec l'enseigne Henriette Bonnet, le 8 octobre 1926.
Le couple sert dans les postes d'évangélisation de Valence (1926), Marseille II (1926-1928), Alès (1928-1929), Nîmes (1929-1933), Nice (1933-1935), Belfort (1935-1937), Alger (1937-1939) puis Paris Salle centrale (1939).
En septembre 1939, l'adjudant Flandre est muté au service des œuvres de guerre de l'Armée du salut jusqu'en juin 1940.
Après l'Exode, l'Armée du salut est exsangue.
Les adjudants Flandre sont mis en disponibilité, puis en janvier 1941, ils sont mutés au poste de Montpellier.
Ils sont promus au grade de major en février 1942.

### La Résistance intérieure
Dès 1941, Georges Flandre entre en résistance.
Son statut de ministre d'un culte lui donnant accès dans les prisons, il visite les détenus, puis les prisonniers politiques et soutient les familles éprouvées par la guerre et le régime de Vichy.
Il fonde le service social de la résistance au sein du mouvement Combat et organise les premiers réseaux à Montpellier sous le pseudonyme de Dartois. Recherché par la police française pour avoir aidé des réfractaires au Service du travail obligatoire (STO), il entre dans la clandestinité le 3 avril 1943 et se rend à Marseille.
Sous le pseudonyme de Montcalm, il réorganise les services de résistance, en train de se désagréger à la suite de nombreuses arrestations et devient responsable régional du noyautage des administrations publiques (NAP). Il devient membre du directoire des Mouvements unis de la Résistance (MUR) dans la région R2.
Commandant de l'Armée secrète, il maintient le contact avec les services de renseignements d'Alger, et fait parvenir à l'état-major interallié des renseignements qui permettront notamment le débarquement de Provence en août 1944.
Arrêté à Marseille sous une fausse identité, par le Sipo-SD le 27 avril 1944, il est identifié et torturé.
Le 13 juin 1944 , il est fusillé dans le vallon du Fenouillet sur la commune de La Roque-d'Anthéron aux côtés de 27 de ses camarades.
Exhumé et identifié 5 mois plus tard, il est inhumé au cimetière protestant de Montpellier le 14 novembre 1944.
« Mort pour la France », il est décoré à titre posthume entre 1945 et 1947.

## Décorations
Chevalier de la Légion d'honneur (décret du 4 janvier 1947)

 Croix de guerre 1939–1945 (citation à l'ordre de la division le 17 août 1945)

 Médaille de la Résistance française, avec rosette (décret du 24 avril 1946)

 Médaille commémorative de la guerre 1914–1918 (1920)

## Postérité
En décembre 2010, un établissement social de l'Armée du salut à Marseille est ouvert sous le nom de Résidence Georges-Flandre.
L'avenue du Major-Flandre à Montpellier lui rend hommage.